# شن‌یورت (آردشن)
شن‌یورت (به ترکی استانبولی: Şenyurt، به لازی: Mexeniti) یک منطقهٔ مسکونی در ترکیه است که در آردشن واقع شده‌است. شن‌یورت ۲۸۰ نفر جمعیت دارد و ۲۵۲ متر بالاتر از سطح دریا واقع شده‌است.